# Pimoa khaptad
Pimoa khaptad (лат.) — вид пимовых пауков рода Pimoa (Pimoidae). Название дано по месту нахождения (Khaptad National Park).

## Распространение
Азия, Непал (Karnali District, Khaptad National Park 29.34°N, 81.05°E, на высоте 2284 м).

## Описание
Мелкие пауки, длина тела около 8 мм. Эпигинум самок треугольный, вентральная пластинка широкая, длина почти равна ширине; спинные пластинки язычковидные, дистально тупые, длина примерно равна ширине. Карапакс самок желтоватый; грудная ямка и радиальные борозды отчетливые; стернум буроватый; брюшко чёрное с желтоватыми поперечными перевязями; ноги буроватые с чёрными кольцами-перевязями. Сходен с видами P. rara и P. samyai. Вид был впервые описан в 2021 году китайским арахнологами Xiaoqing Zhang и Shuqiang Li (Institute of Zoology, Chinese Academy of Sciences, Пекин, Китай) по материалам из Непала.